# Backa (Vimmerby)
Backa is een plaats in de gemeente Vimmerby in het landschap Småland en de provincie Kalmar län in Zweden. De plaats heeft 79 inwoners (2005) en een oppervlakte van 21 hectare. De plaats wordt grotendeels omringd door bos, maar kleine delen worden omringd door landbouwgrond. Bij de plaats ligt een houtzagerij en het stadje Vimmerby ligt ongeveer twintig kilometer ten zuiden van het dorp.